# Еме Жаке
Еме Жаке (фр. Aimé Jacquet; 27. новембар 1941) је бивши француски фудбалер и фудбалски тренер.

## Каријера

### Клупска каријера
Еме Жаке је рођен у месту Саил-су-Кузан па је и фудбал почео играти у истоименом локалном аматерском клубу. Године 1960. је потписао за Сент Етјен у којем је наступао пуних 13 година. У том периоду је освојио импресиван број трофеја који је укључивао пет првенстава и три национална купа. Занимљиво је споменути да је 1963. са Сент Етјеном освојио француску другу лигу да би годину потом са истим клубом освојио и прву лигу.
Године 1973. је напустио клуб и прешао у редове Лиона у којем је и завршио играчку каријеру 1975. године.

### Репрезентативна каријера
Жаке је за Француску одиграо две утакмице. Реч је о пријатељским сусретима против Западне Немачке (1:1) и Шпаније (1:3) а обе су одигране 1968. године у Марсељу односно Лиону.

### Тренерска каријера
Одмах по завршетку играчке каријере, Жаке је преузео Лион који је водио четири сезоне. Након тога постаје тренер Бордоа који је водио до краја 1980-их. Са тим клубом Жаке је остварио велике успехе, освојивши три француска првенства (1984, 1985. и 1987) и два купа (1986. и 1987).
Након што је отпуштен из Борда, Жаке је кратко водио Монпеље и Нанси.
Жаке је 1991. године прихватио позив за рад у „Националном техничком тренинг центру“ да би 1992. био постављен за асистента тадашњем француском селектору Жерару Улијеу. Након што се Француска није успела квалификовати на Светско првенство у САД 1994., Улије напушта селекторско место а привремено га наслеђује управо Жаке.
Већ након прве утакмице и победе у пријатељском сусрету против Италије играном у Напуљу у фебруару 1994, Жаке постаје стални селектор. Убрзо је одабрао Ерика Кантону као репрезентативног капитена али дошло је до непредвиђеног преокрета. Наиме, Кантона је након ударања навијача Кристал паласа током премијерлигашке утакмице у јануару 1995. суспендован на годину дана за све међународне утакмице. Будући да је Кантона био кључни играч у репрезентацији, Жаке је био присиљен на велике промене у репрезентацији. Осим суспендованог Кантоне, селектор је из репрезентације склонио и Давида Жинолу и Жан-Пјера Папена док је у Триколоре увео Зинедина Зидана и друге младе играче. Успех се приметио након што су се „Галски петлови“ пласирали у полуфинале ЕУРО-а 1996. у Енглеској.
Репрезентација је прихватила веома дефензивну стратегију игре која је до тог времена било непојмљива. Због тога су селектора нападали и медији називајући његове методе „палеонтолошким“, те тврдећи да Триколори немају шансе на надолазећем Светском првенству на којем је управо Француска била домаћин. Незадовољство се повећало у јуну 1997. када је Француска освојила треће место на јаком пријатељском турниру, иза Бразила и победника Енглеске. Такође, треће место је освојено због боље разлике у односу на Италију. Непријатељску медијску кампању против селектора вршио је и угледни L'Équipe који је тврдио да Еме Жаке није довољно добар тренер који би водио Француску до победе.
Стигло је и само Светско првенство на којем је Француска кренула одлично у групи Ц. Тамо је победила Јужну Африку, Саудијску Арабију и Данску уз високу гол-разлику 9:1. Након тога уследило је четвртфинале у којем је побеђен Парагвај златним голом Лорана Блана. У четвртфиналу играном на Стад де Франсу, поражена је и Италија бољим извођењем једанаестераца. Након 2:1 победе против Хрватске у полуфиналу, Француска је декласирала Бразил у самом финалу са 3: 0.
Због тог оствареног успеха, Жакеу је заједно са репрезентативцима 1998. додељен орден витеза француске Легије части док је 2007. промовисан у чин Официра.
Након што је освојена титула светског првака, Еме Жаке је 12. јула 1998. поднео оставку на место селектора. У периоду од 16. фебруара 1994. до финала светског првенства, Жаке је водио Француску на 53 утакмице. Притом је остварио 34 победе, 16 ремија и свега три пораза. Проценат победа је износио 64,15%. Након тога постао је технички директор француске репрезентације и на тој функцији је остао до 2006. када се пензионисао.